# Дориа Памфили, Антонио
Антонио Дориа Памфили (итал. Antonio Doria Pamphilj; 28 марта 1749, Неаполь, Неаполитанское королевство — 31 января 1821, Рим, Папская область) — неаполитанский кардинал. Префект Священной Конгрегации воды с 28 марта 1801 по 31 января 1821. Апостольский про-датарий с 16 марта 1818 по 29 марта 1819. Камерленго Священной Коллегии кардиналов с 16 марта 1818 по 29 марта 1819. Архипресвитер патриаршей Либерийской базилики с 10 октября 1819 по 31 января 1821. Префект Священной Конгрегации дисциплины монашествующих с 11 сентября 1820 по 31 января 1821. Кардинал-дьякон с 14 февраля 1785, с титулярной диаконией Санти-Козма-э-Дамиано с 11 апреля 1785 по 30 марта 1789. Кардинал-дьякон с титулярной диаконией Санта-Мария-ад-Мартирес с 30 марта 1789 по 2 апреля 1800. Кардинал-дьякон с титулярной диаконией Санта-Мария-ин-Виа-Лата с 2 апреля 1800 по 31 января 1821. Кардинал-протодьякон с 12 марта 1798 по 31 января 1821.

## Биография
Не имел священнического сана, был только рукоположён в дьяконы. Был апостольским протонотарием, а также префектом Папской Палаты. На консистории от 14 февраля 1785 года папа римский Пий VI, возвёл его в кардиналы-дьяконы с титулярной диаконией Санти-Косма-э-Дамиано. С 12 марта 1798 года — кардинал-протодьякон.
Как кардинал-протодьякон, кардинал Дориа Памфили объявил «Habemus Papam» — избрание кардинала Барнабы Кьярамонти на Конклаве 1799—1800. Также кардинал Дориа Памфили короновал нового папу Пия VII в Венеции.
Брат кардинала Джузеппе Мария Дориа Памфили и дядя кардинала Джорджо Дориа Памфили.